# Santa Maria in Via Lata
L'església Santa Maria in Via Lata és una basílica menor dedicada a la Mare de Déu situada a Roma al rione de Pigna, a la Via del Corso. És la seu de la diaconia cardinalícia de Santa Maria in Via Lata.

## Història
Segons la tradició, sant Pau va viure a la cripta sota l'església, durant dos anys, mentre que era assignat a residència, a l'espera del seu procés. La llegenda tanmateix es refereix igualment a l'església San Paolo alla Regola.
La diaconia cardenalícia de Santa Maria in Via Lata queda establerta al voltant de l'any 250 pel Papa Fabià.
L'església Santa Maria in Via Lata era un lloc de culte, situat al principi en un oratori del segle V, anomenat Septa Julia: aquest es troba ara al subsòl de l'església. La capella d'origen es va construir en un antic magatzem romà que feia aproximadament 250 metres de llarg: les ruïnes són encara parcialment visibles.
Fins fa poc, a la cripta, es trobaven diversos frescos medievals: van ser despenjats i ara estan exposats al museu de Crypta Balbi. Al seu lloc han quedat reproduccions d'aquestes pintures així com alguns marbres de Cosmati i una columna de marbre que, segons la tradició medieval, hauria servit per lligar l'apòstol Pau. Per acabar, en una sala de la cripta, es troba un relleu en marbre creat per un ajudant de Pietro da Cortona. L'església es va construir al voltant de l'any 700.
L'estructura superior de l'església va ser afegida el segle IX. Les decoracions de l'estructura inferior van ser creades entre el segle VII i el  IX. Després van ser suprimides per conservar el paviment d'estil cosmatesc.
En la reconstrucció de l'església, cap a 1491, Innocenci VIII va fer precintar, com a record, el seu emblema del costat dret de l'església, sobre la Via Lata. Aleshores es van retirar les restes del nou arc, Novus Arcus, erigit per Dioclecià l'any 303/304.
L'església va ser renovada l'any 1639 per Cosimo Fanzago, però la façana amb les seves columnes corínties, que donen l'empenta vertical, no es va acabar fins a l'any 1658-1660; van ser concebudes per Pietro da Cortona, com un arc de triomf.
Antonio Tebaldeo, poeta i amic de Rafael, va ser enterrat al fons de l'ala nord l'any 1537: la seva tomba es va crear l'any 1776.
L'any 1653, el compositor Luigi Rossi es enterrat a l'església. A la seva capella Sant Quiriace, es pot veure dos busts esculpits, els memorials de dos membres d'una família Bonaparte enterrats allà: l'un, esculpit per Pietro Tenerani, en memòria de Zenaide Bonaparte, morta l'any 1854 i l'altre, esculpit per Andrea Tombini, en memòria del seu fill Joseph Lucien Bonaparte, mort l'any 1865.
L'església Santa Maria in Via Lata format part de les esglésies estacions de la quaresma.

## Descripció - Obres d'art
L'altar Madonna Advocata (1636) és l'un dels escassos quadres en una església, atribuït a Giacinto Brandi. La copa a l'absis és fabricat a partir d'alabastre i de Lapislàtzuli. Les relíquies d'Agapit, diaca i màrtir del segle III es troben sota l'església.
El primer retaule és el martiri de sant Andreu (1685) de Giacinto Brandi, mentre el segon retaule és un sants Josep, Nicolas i Biagio de Giuseppe Ghezzi. A la capella, a l'esquerra de l'absis, es troba una Mare de Déu amb infant i sants Ciriac i Caterina de Giovanni Odazzi. El segon altar a l'esquerra té un sant Pau bateja Sabina i els seus fills de Pier Leone Ghezzi mentre el primer retaule és una Mare de Déu i els sants de Pietro de Pietri.

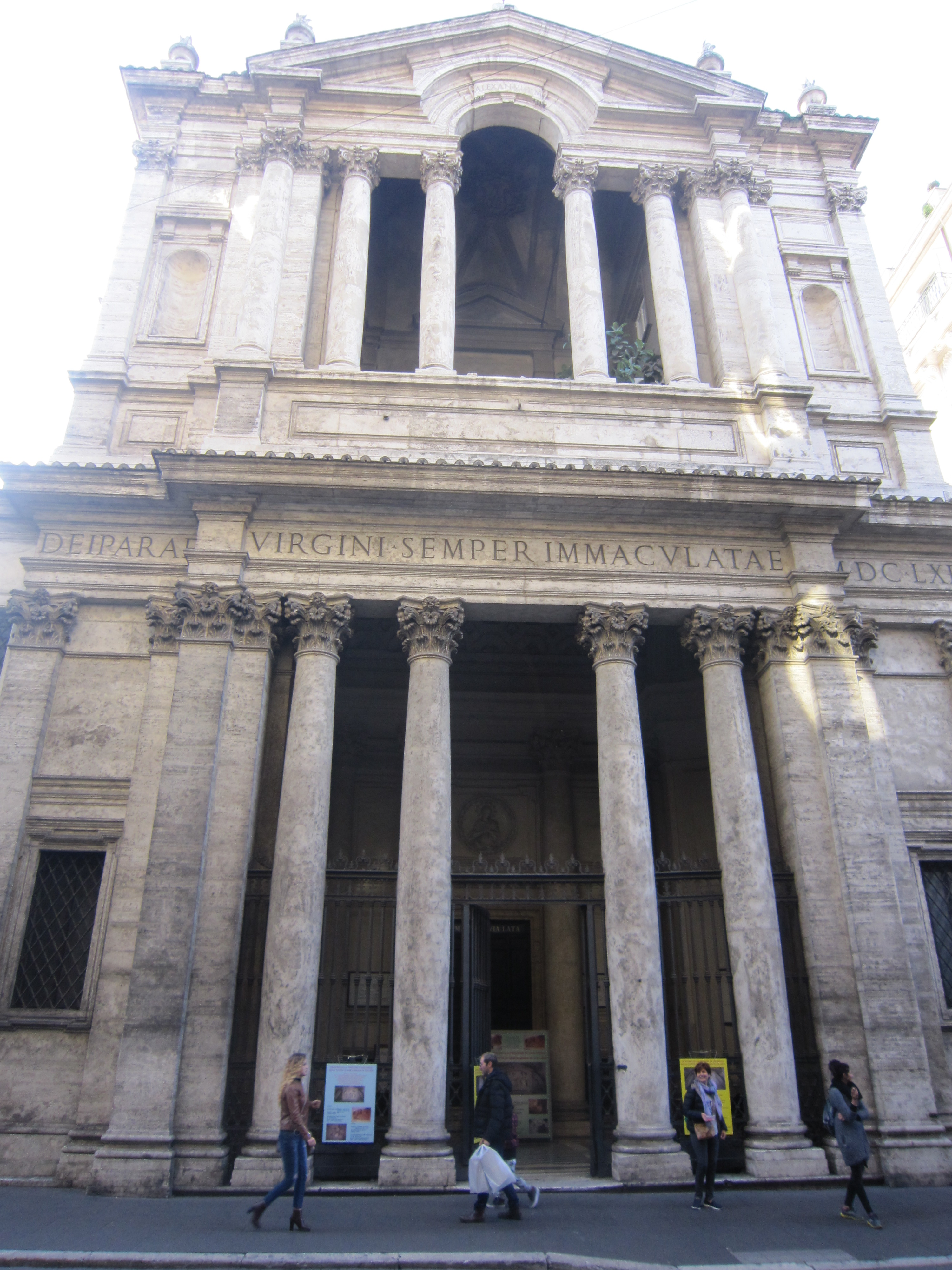
Columnes de la façana
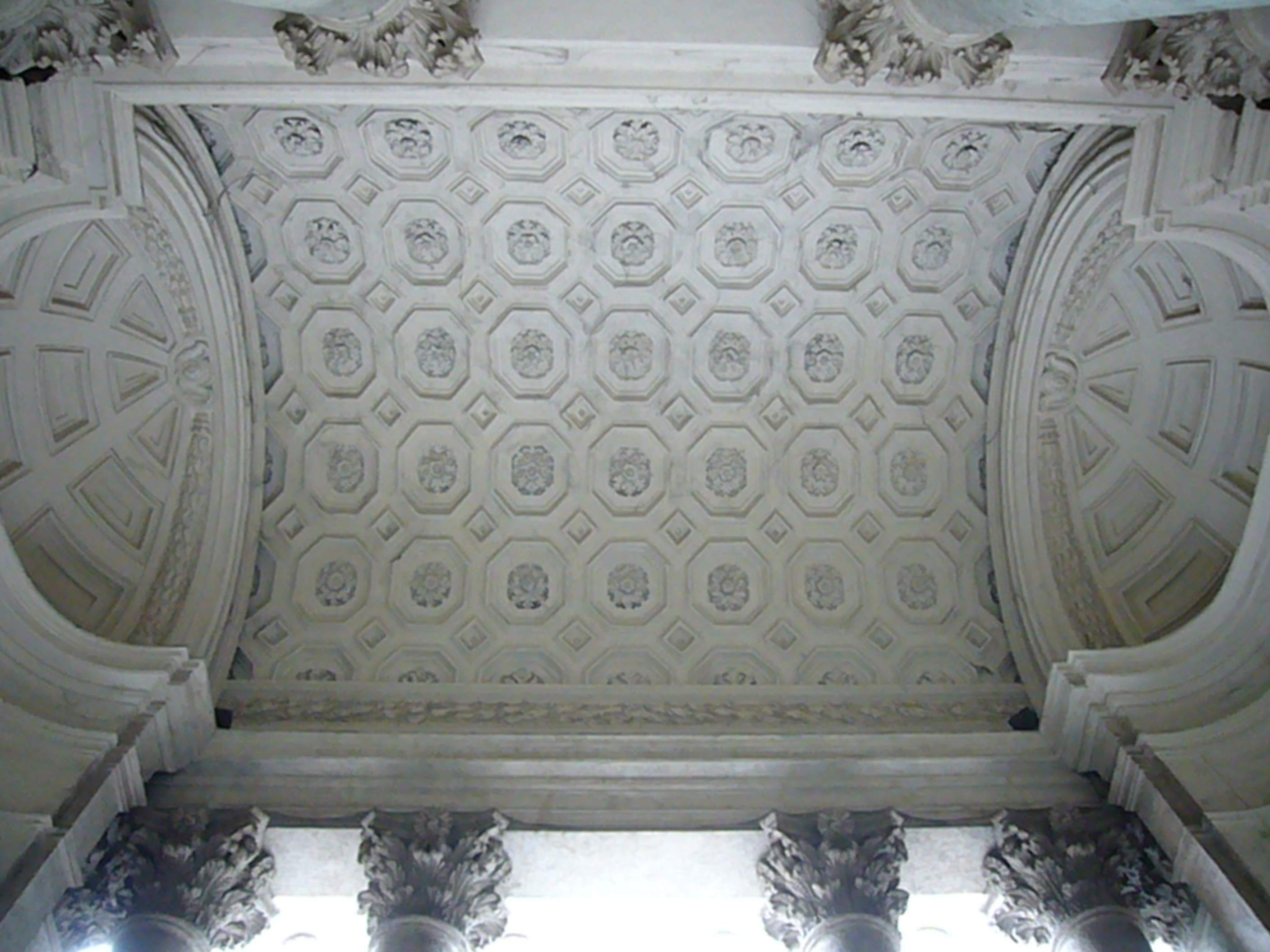
Pronaos
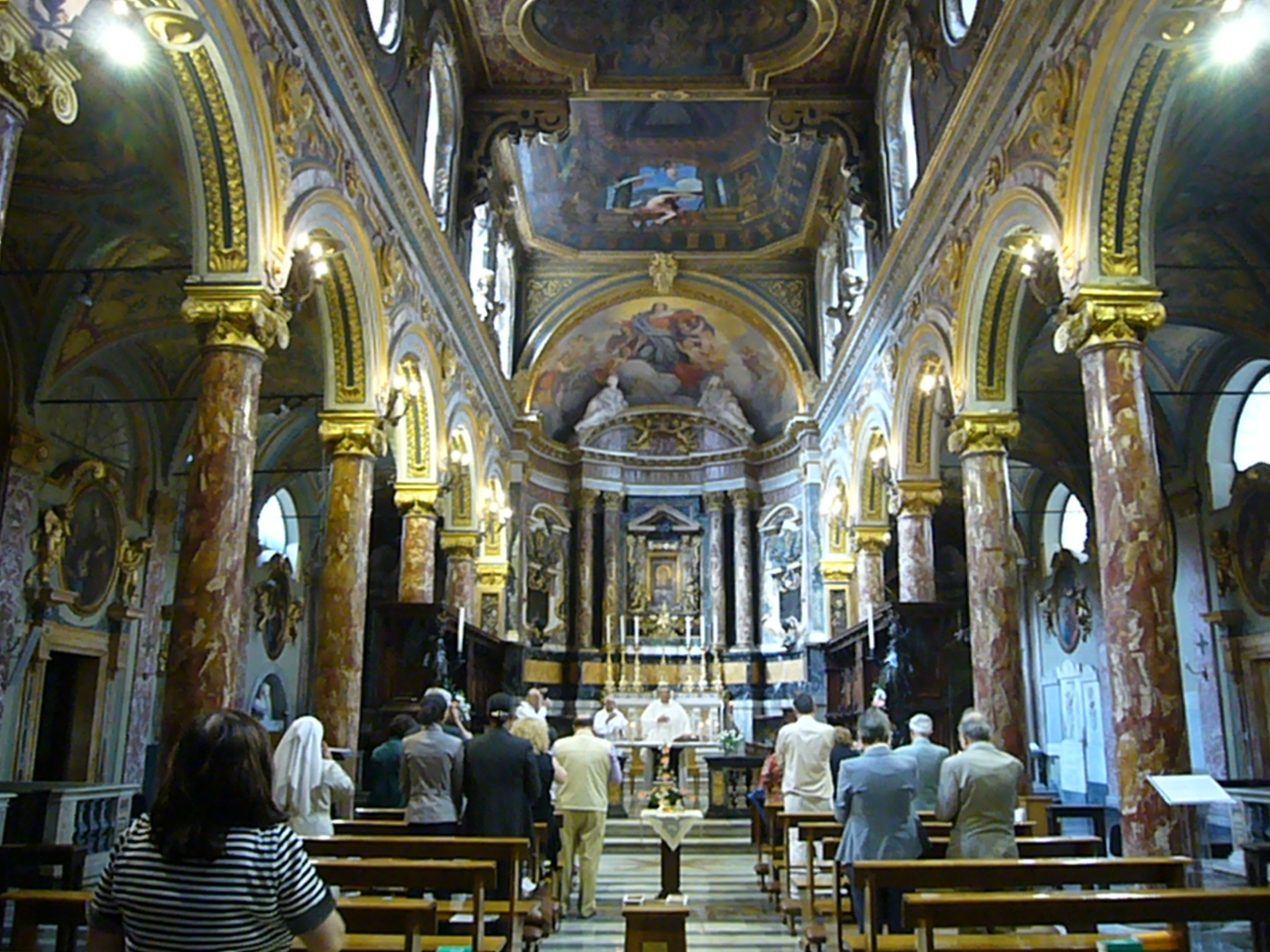
Interior
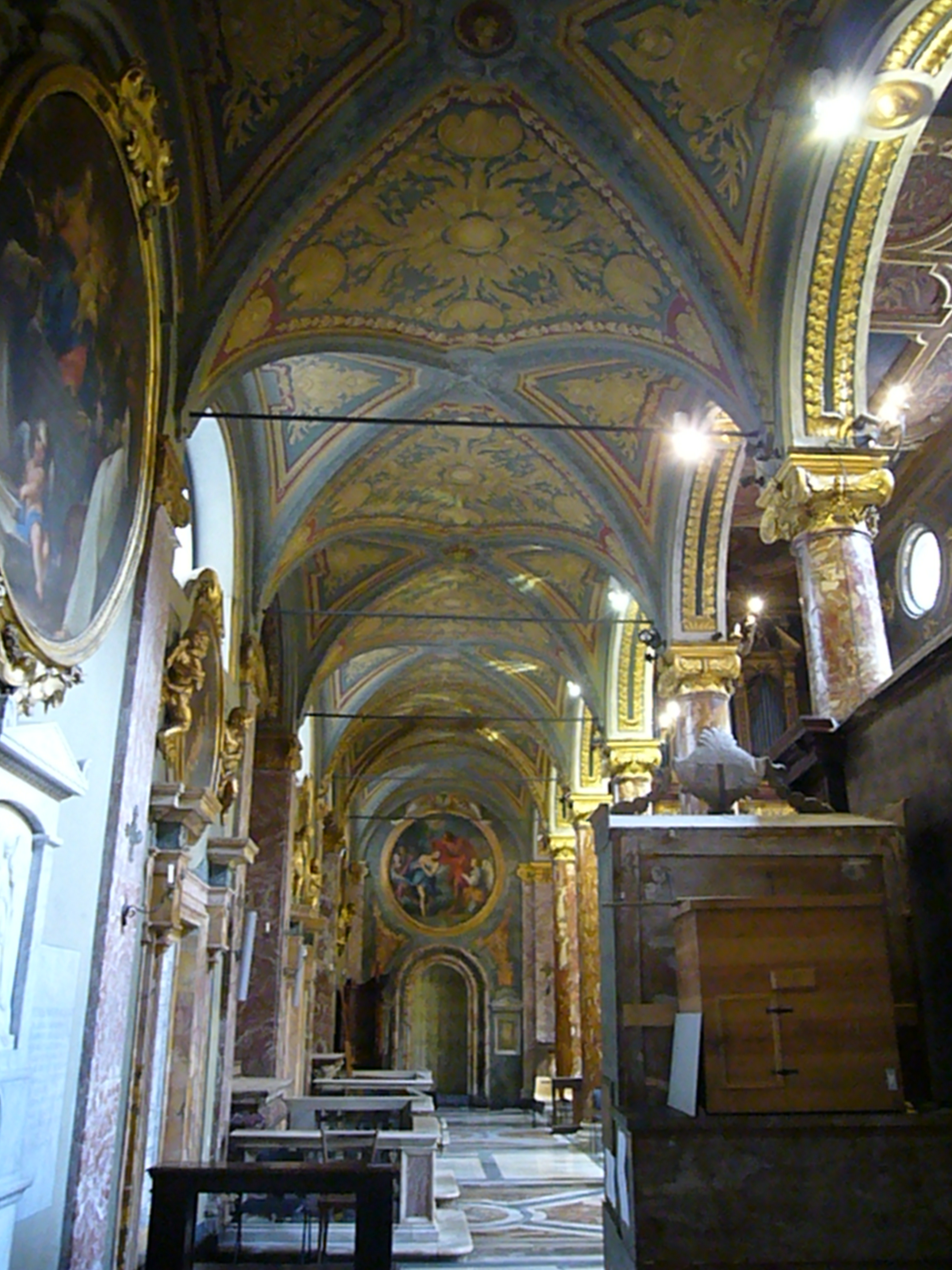
Nau
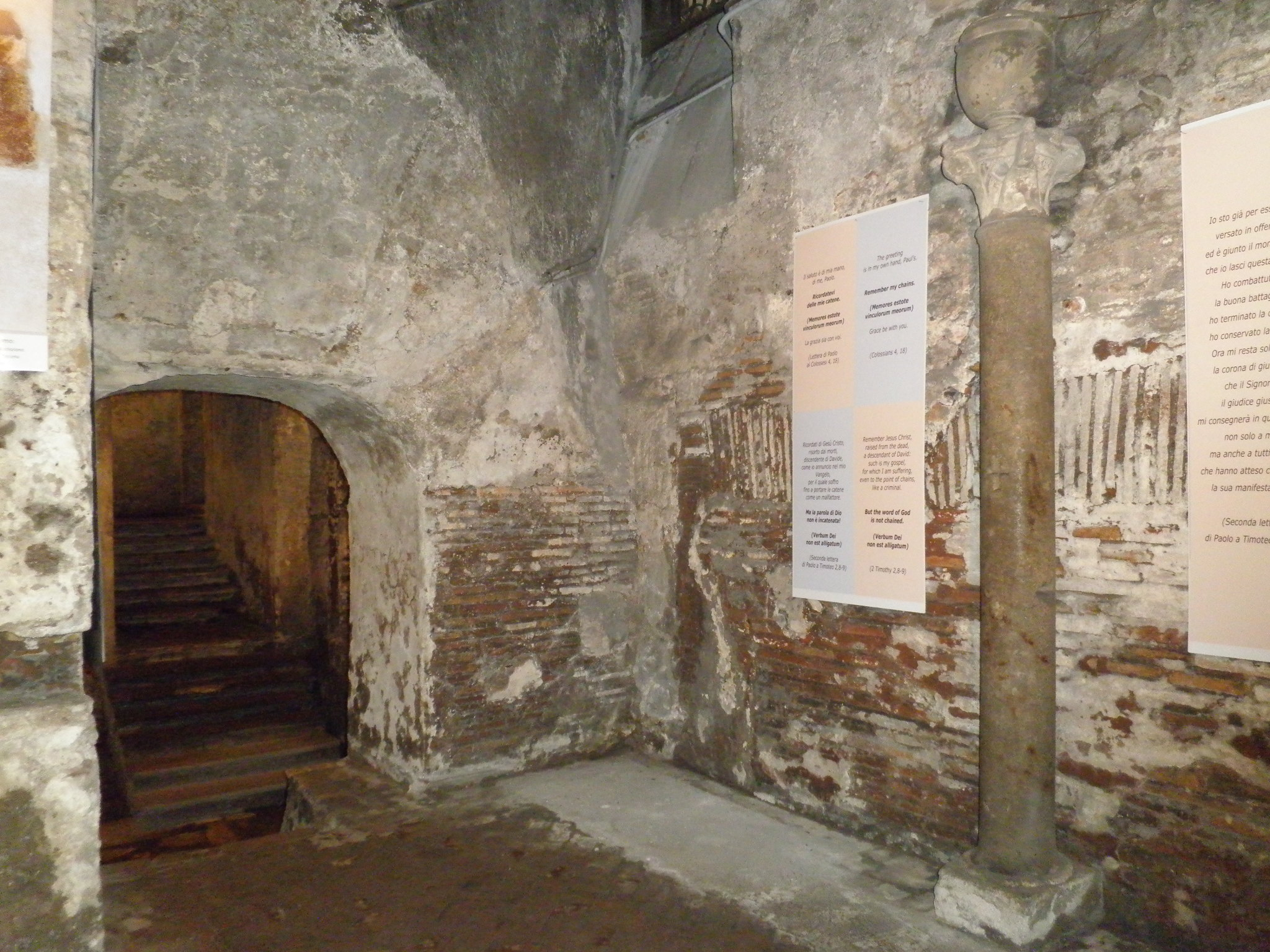
Cripta, amb la columna anomenada de "Sant Pau"
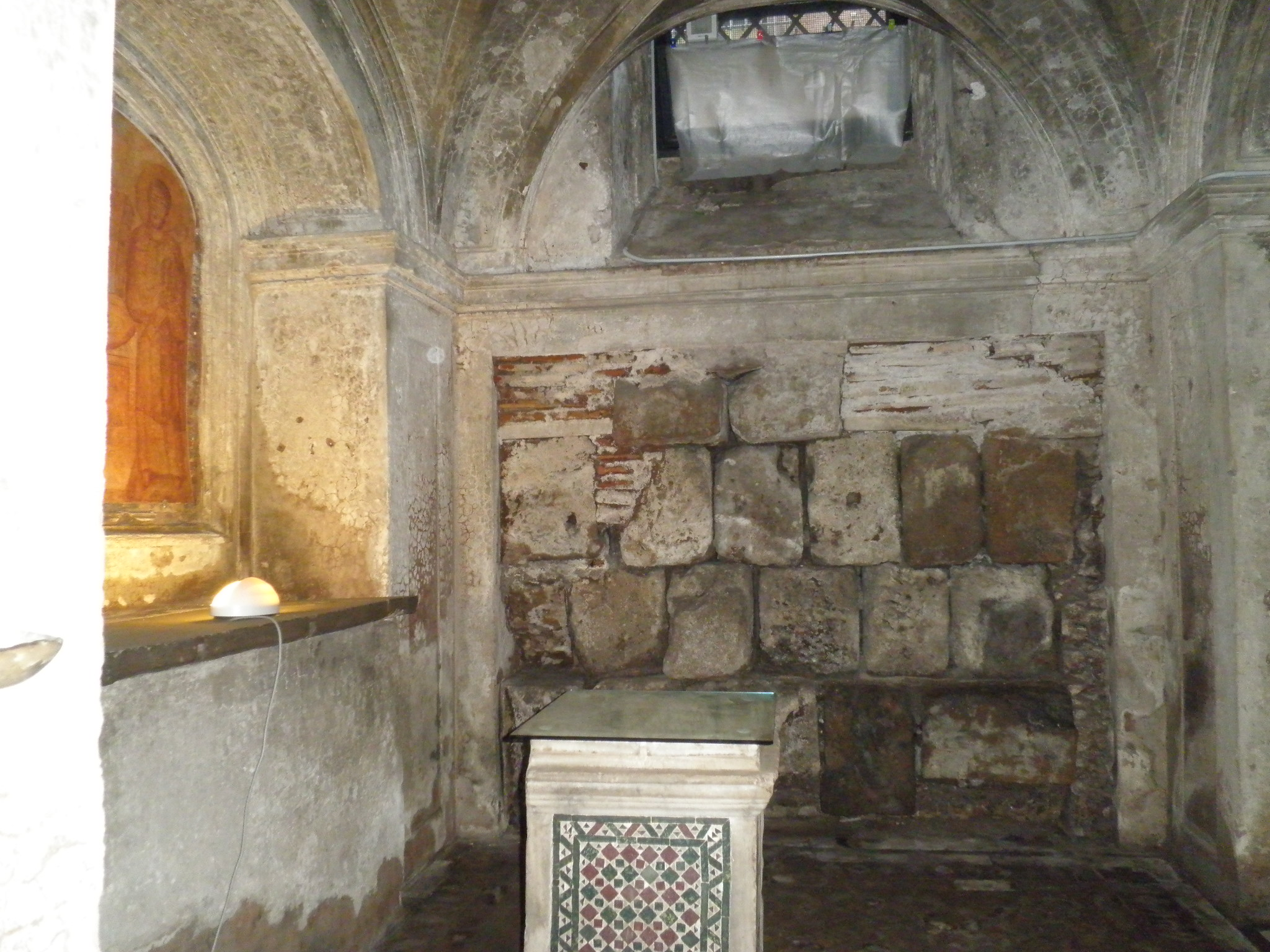
Cripta, amb marbre cosmatesc

## La diaconia
El diaconat de Santa Maria a Via Lata va ser establert cap a l'any 250 pel papa Fabià. Es tractava d'un oratori ubicat en un edifici comercial que en els darrers temps havia ocupat les arcades de la Via Lata (durant temps identificat erròniament amb la Saepta Iulia) a l'emplaçament del qual, cap a l'any 700, la basílica de Santa Maria in Via Lata (avui Via del Corso a Roma). No era una diaconia regional, sinó un dels quatre diaques palatins els cardenals dels quals assistien el papa en les celebracions litúrgiques. Des del 1144 tenia un capítol canònic, i durant molt de temps va ser la seu del cardenal protodiaca (el diaca més antic).

### Titulars
- Xystus (? - 114/119 elegit papa, no havent estat instituida com a diaconia, no podia tenir el títol, però va ser diaca a l'oratori)
- Adriano (abans del 772)
  - Teoderico, O.S.B.Cas. (1080 ? - 1095 ? nomenat cardenal bisbe di Albano), pseudocardenal
- Gregorio, O.S.B. (1088 - 1099)
- Ugone da Alatri (1105 - 1112)
- Romualdo Guarna (vers 1112 - 1122)
- Uberto (1122 - vers 1125)
- Pietro (1125 - 1127)
- Guido Ghefucci da Città di Castello (de desembre 1127 - de desembre 1133 nomenat cardenal prevere de San Marco)
- Ubaldo (1133 - 1144 ? mort)
- Pietro (de desembre 1144 - 1148 ? mort)
- Gerardo Caccianemici (1149 - 1155 mort)
- Guglielmo Matengo, O.Cist. (de desembre 1155 - de març de 1158 nomenat cardenal prevere de San Pietro in Vincoli)
- Raymond des Arènes (de febrer de 1158 - 1176 ? mort)
- Ardoino (de març de 1178 - 1182 ? mort)
- Soffredo (1182 - 1193 nomenat cardenal prevere de San Prassede)
- Pietro Capuano (20 de febrer de 1193 - 1200 nomenat cardenal prevere de San Marcello)
- Vacante (1200 - 1205)
- Giovanni da Feratino (1205 - 1216)
- Tommaso da Capua (1216 - 13 de juny de 1216 nomenat cardenal prevere de Santa Sabina)
- Vacante (1216-1244)
- Ottaviano degli Ubaldini (28 de maig de 1244 - de març de 1273 mort)
- Vacante (1273-1278)
- Giacomo Colonna (1278 - 1297, deposat pel papa Bonifacio VIII)[3]
- Luca Fieschi, dei Conti di Lavagna (2 de març de 1300 - 1306 nomenat cardenal diaca de Santi Cosma e Damiano)
- Giacomo Colonna, (rehabilitat pel papa Benet XI,[3] 2 de febrer de 1306 - 14 d'agost de 1318 mort)
- Vacante (1318-1344)
- Nicolas de Besse (o de Bellefaye) (19 de maig de 1344 - 5 de novembre de 1369 mort)
- Vacante (1369-1371)
- Pierre de la Vergne (o Veroche) (30 de maig de 1371 - 6 d'octubre de 1403 mort)
  - Antoine de Challant (9 de maig de 1404 - 19 de març de 1412 nomenat cardenal prevere de Santa Cecilia), pseudocardenal dell'antipapa Benedetto XIII
- Vacante (1403-1430)
- Domenico Capranica (8 de novembre de 1430 - de maig de 1443 nomenat cardenal prevere de Santa Croce in Gerusalemme); in commendam (maig de 1443 - 14 d'agost de 1458 mort)
- Roderic Borgia, in commendam (d'agost de 1458 - 11 d'agost de 1492 eletto papa)
- Vacante (1492 - 1496)
- Joan de Borja-Llançol de Romaní (24 de febrer de 1496 - 17 de gener de 1500 mort)
- Pere Lluís de Borja-Llançol de Romaní (5 d'octubre de 1500 - 7 de desembre 1503); in commendam (7 de desembre 1503 - 4 d'octubre de 1511 mort)
- Marco Cornaro (19 de març de 1513 - 14 de desembre 1523 nomenat cardenal prevere de San Marco)
- Alessandro Cesarini (14 de desembre 1523 - 31 de maig de 1540 nomenat cardenal bisbe di Albano)
- Nicolò Ridolfi (31 de maig de 1540 - 31 de gener de 1550 mort)
- Innocenzo Cybo (28 de febrer de 1550 - 14 d'abril de 1550 mort)
- Niccolò Gaddi (27 de juny de 1550 - 20 de novembre de 1551); títol pro hac vice (20 de novembre de 1551 - 16 de gener de 1552 mort)
- Guidascanio Sforza (9 de març de 1552 - 6 d'octubre de 1564 mort)
- Ippolito II d'Este (8 d'octubre de 1564 - 8 de desembre 1564 nomenat cardenal prevere de Santa Maria in Aquiro)
- Vitellozzo Vitelli (8 de desembre 1564 - 19 de novembre de 1568 mort)
- Innocenzo Ciocchi del Monte (3 de desembre 1568 - 2 de novembre de 1577 mort)
- Antonio Carafa (8 de novembre de 1577 - 12 de desembre 1583 nomenat cardenal prevere de Sant'Eusebio)
- Luigi d'Este (19 de desembre 1583 - 30 de desembre 1586 mort)
- Ferdinando de' Medici (7 de gener de 1587 - 28 de novembre de 1588 renuncià)
- Francesco Sforza (5 de desembre 1588 - 13 de novembre de 1617 nomenat cardenal prevere de San Matteo in Merulana)
- Odoardo Farnese, títol pro hac vice (13 de novembre de 1617 - 3 de març de 1621 nomenat cardenal bisbe di Sabina)
- Andrea Baroni Peretti Montalto (3 de març de 1621 - 5 de maig de 1621 nomenat cardenal prevere de Sant'Agnese in Agone)
- Alessandro d'Este (5 de maig de 1621 - 2 d'octubre de 1623 nomenat cardenal prevere de Santa Maria della Pace)
- Carlo Emmanuele Pio di Savoia (2 d'octubre de 1623 - 16 de març de 1626 nomenat cardenal prevere de Santi Giovanni e Paolo)
- Maurizio di Savoia (16 de març de 1626 - 10 de novembre de 1642 renuncià)
- Antonio Barberini iuniore (10 de novembre de 1642 - 21 de juliol de 1653 nomenat cardenal prevere de Santissima Trinità al Monte Pincio)
- Giangiacomo Teodoro Trivulzio (21 de juliol de 1653 - 14 de maig de 1655 nomenat cardenal prevere de Santa Maria del Popolo)
- Giulio Gabrielli (14 de maig de 1655 - 6 de març de 1656 nomenat cardenal prevere de Santa Prisca)
- Virginio Orsini (6 de març de 1656 - 11 d'octubre de 1666 nomenat cardenal prevere de Santa Maria degli Angeli)
- Francesco Maidalchini (11 d'octubre de 1666 - 19 d'octubre de 1689 nomenat cardenal prevere de Santa Maria in Via)
- Niccolò Acciaiuoli (19 d'octubre de 1689 - 28 de novembre de 1689 nomenat cardenal prevere de San Callisto)
- Urbano Sacchetti (28 de novembre de 1689 - 22 de desembre 1693 nomenat cardenal prevere de San Bernardo alle Terme)
- Benedetto Pamphilj (22 de desembre 1693 - 22 de març de 1730 mort)
- Lorenzo Altieri (24 de juliol de 1730 - 3 d'agost de 1741 mort)
- Carlo Maria Marini (7 d'agost de 1741 - 16 de gener de 1747 mort)
- Alessandro Albani (10 d'abril de 1747 - 11 de desembre 1779 mort)
- Domenico Orsini d'Aragona (13 de desembre 1779 - 19 de gener de 1789 mort)
- Ignazio Gaetano Boncompagni-Ludovisi (30 de març de 1789 - 9 d'agost de 1790 mort)
- Gregorio Antonio Maria Salviati (29 de novembre de 1790 - 5 d'agost de 1794 mort)
- Vincenzo Maria Altieri (12 de setembre de 1794 - 7 de setembre de 1798 renuncià)
- Antonio Maria Doria Pamphilj (2 d'abril de 1800 - 31 de gener de 1821 mort)
- Fabrizio Dionigi Ruffo (27 de juny de 1821 - 13 de desembre 1827 mort)
- Giuseppe Albani (28 de gener de 1828 - 3 de desembre 1834 mort)
- Tommaso Riario Sforza (19 de desembre 1834 - 14 de març de 1857 mort)
- Ludovico Gazzoli (19 de març de 1857 - 12 de febrer de 1858 mort)
- Giuseppe Ugolini (15 de març de 1858 - 19 de desembre 1867 mort)
- Giacomo Antonelli (13 de març de 1868 - 6 de novembre de 1876 mort)
- Prospero Caterini (18 de desembre 1876 - 28 d'octubre de 1881 mort)
- Teodolfo Mertel (18 de novembre de 1881 - 24 de març de 1884 nomenat cardenal prevere de San Lorenzo in Damaso)
- Lorenzo Ilarione Randi (24 de març de 1884 - 20 de desembre 1887 mort)
- Joseph Hergenröther (1 de juny de 1888 - 3 d'octubre de 1890 mort)
- Isidoro Verga (1 de juny de 1891 - 22 de juny de 1896 nomenat cardenal prevere de San Callisto)
- Luigi Macchi (30 de novembre de 1896 - 29 de març de 1907 mort)
- Vacante (1907-1911)
- Louis Billot, S.I. (30 de novembre de 1911 - 21 de setembre de 1927 renuncià)
- Vacante (1927 - 1937)
- Giuseppe Pizzardo, títol pro hac vice (16 de desembre 1937 - 21 de juny de 1948 nomenat cardenal bisbe d'Albano)
- Valerian Gracias, títol pro hac vice (15 de gener de 1953 - 11 de setembre de 1978 mort)
- Władysław Rubin (30 de juny de 1979 - 26 de novembre de 1990); títol pro hac vice (26 de novembre de 1990 - 28 de novembre de 1990 mort)
- Edward Idris Cassidy (28 de juny de 1991 - 26 de febrer de 2002); títol pro hac vice (26 de febrer de 2002 - 10 d'abril de 2021 mort)
- Fortunato Frezza (27 d'agost de 2022 - )